# タチアナ・マウントバッテン
タチアナ・ヘレン・ジョージア・ドルー（英語: Lady Tatiana Helen Georgia Mountbatten、1990年4月16日 - ）は、イギリスの貴族、馬術家、心理療法士、広義のイギリス王族。ヴィクトリア女王の子孫で、また、ウェールズ公ウィリアム（ウィリアム王太子）の三従妹にあたる（ウェールズ公ウィリアムの父チャールズ3世の父方の祖母アリスとタチアナの父の第4代ミルフォード・ヘイヴン侯爵ジョージ・マウントバッテンの父方の祖父第2代ミルフォード・ヘイヴン侯爵ジョージ・マウントバッテンが姉弟という関係）。

## 経歴
ジョージ・マウントバッテンと最初の妻サラ・ジョージナ・ウォーカーの長女として生まれる。曾祖母の第2代ミルフォード・ヘイヴン侯爵夫人ナデジダ・ミハイロヴナ・ド・トービーを通じてロシア帝国の女帝エカチェリーナ2世やロシアの詩人アレクサンドル・プーシキンを祖先に持つ。叔父のアイヴァー・マウントバッテンは2016年に広義のイギリス王族として初めて両性愛者であることを公表し、2018年には広義のイギリス王族として初となる同性婚をしたことで知られている。

## 馬術家・心理療法士として
彼女は自身のSNSで心理療法の勉強中であると述べている。彼女は馬に関する知識を心理療法と組み合わせて、それを治療法に取り入れたいと考えているそうである。

## 家族
2022年1月にアレクサンダー・アリック・ドルーとの婚約を発表し、スイス・アルプスのヴェルビエでの休暇中にプロポーズを受け、二人は2022年7月23日にウィンチェスター大聖堂で結婚式を挙げた。2023年10月にInstagramで第一子誕生を報告した。